# Phareicranaus
Genre
Synonymes
- Acanthocranaus Roewer, 1913
- Inezia Roewer, 1913 nec Cherrie, 1909
- Meridia Roewer, 1913
- Santinezia Roewer, 1923
- Chondrocranaus Roewer, 1932
- Ikossimus Roewer, 1932
- Comboyus Roewer, 1943
- Cranaostygnus Caporiacco, 1951
- Carvalholeptes Soares, 1970

Phareicranaus est un genre d'opilions laniatores de la famille des Cranaidae.

## Distribution
Les espèces de ce genre se rencontrent en Amérique du Sud et en Amérique centrale.

## Liste des espèces
Selon World Catalogue of Opiliones (12/08/2021) :
- Phareicranaus albigranulatus Roewer, 1913
- Phareicranaus albigyratus Roewer, 1932
- Phareicranaus albilineatus (Roewer, 1932)
- Phareicranaus albimedialis (Goodnight & Goodnight, 1943)
- Phareicranaus angelicus (Roewer, 1963)
- Phareicranaus biordi (González-Sponga, 1991)
- Phareicranaus calcarfemoralis (Roewer, 1917)
- Phareicranaus calcarifer (Simon, 1879)
- Phareicranaus calcariger (Roewer, 1913)
- Phareicranaus capayitaensis (González-Sponga, 2003)
- Phareicranaus circumlineatus (González-Sponga, 1989)
- Phareicranaus contrerasi (González-Sponga, 2003)
- Phareicranaus curvipes (Roewer, 1916)
- Phareicranaus divisor Bonaldo & Pinto-da-Rocha, 2011
- Phareicranaus duranti (González-Sponga, 1989)
- Phareicranaus festae Roewer, 1925
- Phareicranaus fronteriza (González-Sponga, 2003)
- Phareicranaus furvus (Pinto-da-Rocha & Kury, 2003)
- Phareicranaus giganteus (Roewer, 1913)
- Phareicranaus glaber (González-Sponga, 2003)
- Phareicranaus goodnightorum Bonaldo & Pinto-da-Rocha, 2011
- Phareicranaus gracilis (Pinto-da-Rocha & Kury, 2003)
- Phareicranaus guaricoensis (González-Sponga, 2003)
- Phareicranaus heliae (Avram, 1983)
- Phareicranaus hermosa (Pinto-da-Rocha & Kury, 2003)
- Phareicranaus humocaroensis (González-Sponga, 2003)
- Phareicranaus kuryi Bonaldo & Pinto-da-Rocha, 2011
- Phareicranaus lamitisus (González-Sponga, 2003)
- Phareicranaus leonensis (González-Sponga, 2003)
- Phareicranaus lucifer Kury & Pinto-da-Rocha, 2003
- Phareicranaus magnus (Roewer, 1932)
- Phareicranaus manauara (Pinto-da-Rocha, 1994)
- Phareicranaus marcuzzi (Caporiacco, 1951)
- Phareicranaus noctiscansor (Townsend & Milne, 2010)
- Phareicranaus onorei (Pinto-da-Rocha & Kury, 2003)
- Phareicranaus ornatus Roewer, 1932
- Phareicranaus ortizi (Roewer, 1952)
- Phareicranaus palpalis (Roewer, 1913)
- Phareicranaus parallelus Roewer, 1925
- Phareicranaus parvus (González-Sponga, 2003)
- Phareicranaus patauateua Bonaldo & Pinto-da-Rocha, 2011
- Phareicranaus rohei Tourinho & Colmenares, 2014
- Phareicranaus sanarensis (González-Sponga, 2003)
- Phareicranaus singularis (Soares, 1970)
- Phareicranaus soledadensis (González-Sponga, 2003)
- Phareicranaus spinulatus (Goodnight & Goodnight, 1943)
- Phareicranaus subparamera (González-Sponga, 2003)
- Phareicranaus tizana Tourinho & Colmenares, 2014
- Phareicranaus x-album Roewer, 1932

## Publication originale
- Roewer, 1913 : « Die Familie der Gonyleptiden der Opiliones-Laniatores [Part 2]. » Archiv für Naturgeschichte, sér. A, vol. 79, no 5, p. 257–472 (texte intégral).